# おはガールふわわ
おはガールふわわは、テレビ東京系列の子供向けバラエティ番組『おはスタ』の2014年度の「おはガール」による女性アイドルグループである。
キャッチコピーは前期のちゅ!ちゅ!ちゅ!同様、「朝会えるアイドル」（略して「あさドル」）。

## 概要
- 山寺宏一や曜日レギュラー陣とともに生放送の番組に出演していた。
- 今期は当初のメンバーがストリート系メンバーがいた関係からストリートけん玉に挑戦した。[2]
- 2015年3月27日の放送で卒業が発表されてその日に卒業した。1年で卒業したのは2007年度以来。
- なお、おはガール卒業後も「チームOverXROSS」としての活動は継続しKDX関連の番組コーナーやイベントに1年間出演した。
- なお、次期以降のおはガールには、ユニット名が廃止されたため、ユニット名があるおはガールとしては今期が最後となった。

## メンバー
- しゅり（川鍋朱里）
  - 2001年7月18日生。埼玉県出身。
  - イメージカラーは、      桃色。
  - KDXは、ピンク パープル
- さや（井東紗椰）
  - 2002年2月2日生。神奈川県出身。
  - イメージカラーは、      黄色。
  - KDXは、レッド イエロー
- あい（三好杏依）
  - 2000年5月8日生。東京都出身。
  - イメージカラーは、      水色。
  - KDXは、ソリッド クリア

当初はあいではなく、平田あいりがメンバーであったとされる。

## 略歴
- 2014年3月31日、2014年度おはガールのメンバーが発表される。
- 2014年4月7日、おはスタに初登場。
- 2014年7月22日、2014年度おはガールのユニット名及び歌手活動が発表される。
- 2014年11月4日、デビューアルバム「ふわふわわ」をリリース。
- 2014年12月21日、初のワンマンライブがAKIBAカルチャーズ劇場で開催される。
- 2015年3月27日、おはスタを卒業。

## ディスコグラフィ

### アルバム
- ふわふわわ（2014年11月4日、ハピネット, オリコン週間ランキング: 32位[4]）

## タイアップ
| 楽曲                               | タイアップ                                                                                            | 収録作品               |
| ---------------------------------- | --- | ---------------------- |
| クロスマイハート                   | バンダイ「ケンダマクロス」イメージソング                                                              | アルバム「ふわふわわ」 |
| トロイメライライン                 | ニンテンドー3DS用ソフト「ドーリィ♪カノン ドキドキ♪トキメキ♪ヒミツの音楽活動スタートでぇ〜す!!」挿入歌 | アルバム「ふわふわわ」 |
| Happy Stage（しゅりソロ曲）        | ニンテンドー3DS用ソフト「ドーリィ♪カノン ドキドキ♪トキメキ♪ヒミツの音楽活動スタートでぇ〜す!!」挿入歌 | アルバム「ふわふわわ」 |
| 恋のウインドチャイム（さやソロ曲） | ニンテンドー3DS用ソフト「ドーリィ♪カノン ドキドキ♪トキメキ♪ヒミツの音楽活動スタートでぇ〜す!!」挿入歌 | アルバム「ふわふわわ」 |
| 風そよぐ丘（あいソロ曲）           | ニンテンドー3DS用ソフト「ドーリィ♪カノン ドキドキ♪トキメキ♪ヒミツの音楽活動スタートでぇ〜す!!」挿入歌 | アルバム「ふわふわわ」 |

## 出演

### バラエティ
- おはスタ（2014年4月7日 - 2015年3月27日、テレビ東京）

### イベント
○印はチームOverXROSSとしての出演
- 東京おもちゃショー2014 ケンダマクロス スペシャルステージ（2014年6月14日、東京ビッグサイト）○
- 第40回次世代ワールドホビーフェア（2014年6月28日・29日、幕張メッセ）○
- おはスタ ケンダマクロス スペシャルステージ（2014年7月19日、アリオ亀有）○
- TOKYO IDOL FESTIVAL 2014（2014年8月3日、お台場・青梅特設会場）
- CATCH & FLOW けん玉 1 on 1 世界大会（2014年9月13日、新宿高島屋）○
- ふわふわわ 発売記念インストア・イベント（2014年9月21日 - 11月9日）
- おはスタ ケンダマクロス スペシャルステージ&認定会・体験会（2014年10月19日、イトーヨーカドー葛西店）○
- アイドル甲子園FESTIVAL（2014年11月1日、新木場STUDIO COAST）
- ふわふわわ CD発売記念!おもちゃ王国イベント（2014年12月7日、おもちゃ王国(岡山)）
- 下北FM「DJ Tomoaki's Radio Show!」公開生放送（2014年12月11日、SFMホール）
- おはガールふわわ はじめてのワンマンライブ!!! 〜宇宙まで飛んでけふわふわわ〜（2014年12月21日、AKIBAカルチャーズ劇場）
- 第41回次世代ワールドホビーフェア（2015年1月24日・25日、幕張メッセ）○
- KDX FES 日本一決定戦（2015年3月15日、サンシャインシティ）○
- ニコニコ超会議2015（2015年4月25日・26日、幕張メッセ）○
- Lake Town Kendama Festra 2015（2015年5月2日、越谷レイクタウン）○
- 東京おもちゃショー2015 ケンダマクロス スペシャルステージ（2015年6月20日・21日、東京ビッグサイト）○
- 第42回次世代ワールドホビーフェア（2015年6月27日・28日、幕張メッセ）○
- ケンダマクロスPRO 発売記念イベント KDXスペシャルステージ（2015年11月7日、イトーヨーカドー葛西店）○
- 第43回次世代ワールドホビーフェア（2016年1月23日・24日、幕張メッセ）○
- KDX FES 日本一決定戦 2016（2016年3月20日、ラゾーナ川崎プラザ）○

### CM
- バンダイ ケンダマクロス カップをクロス篇（2014年）○

## 書籍

### 雑誌連載
- ちゃお（小学館）
- ぷっちぐみ（小学館）